# Gösta Welander
Gösta Welander, född 22 april 1935 i Vänersborgs församling i dåvarande Älvsborgs län, död 3 mars 2004 i Viksjö församling i Järfälla i Stockholms län, var en svensk ämbetsman inom polisväsendet och åklagarväsendet. I egenskap av biträdande länspolismästare i Stockholm förde Welander befälet över Palmeutredningen under mordnatten.

## Biografi
Welander genomgick juristutbildning och tingstjänstgöring innan han blev landsfogdeassistent i Örebro, en post han innehade fram till polisens förstatligande 1965. Welander blev därefter åklagare i Göteborg och anställdes 1972 vid Justitiedepartementet, där han tjänstgjorde vid polis- och åklagarenheten; först som kansliråd och därefter som departementsråd. Welander blev 1984 biträdande länspolismästare i Stockholm och innehade befattningen fram till pensioneringen år 2000.
När statsminister Olof Palme mördades på kvällen den 28 februari 1986 befann sig Stockholms länspolismästare, Hans Holmér, i Borlänge för att åka Vasaloppet och var alltså inte i tjänst. Vid midnatt ringde Sune Sandström till Welander och informerade denne om det inträffade. Sandström förde sedan Welander till sambandscentralen, där vakthavande kommissarie, Hans Koci, lämnade över ansvaret för polisens arbete till Welander. Welander innehade ansvaret för utredningsarbetet fram till lunchtid den 1 mars, då Hans Holmér återvände till polishuset.
Medan Hans Holmér var upptagen som spaningsledare i Palmeutredningen skötte  Welander det mesta i den reguljära verksamheten, som egentligen tillhörde länspolismästarens uppgifter, men det förekom att Holmér gick in i några beslut.
Gösta Welander är begravd på Grebbestads gamla kyrkogård.